# پوپل

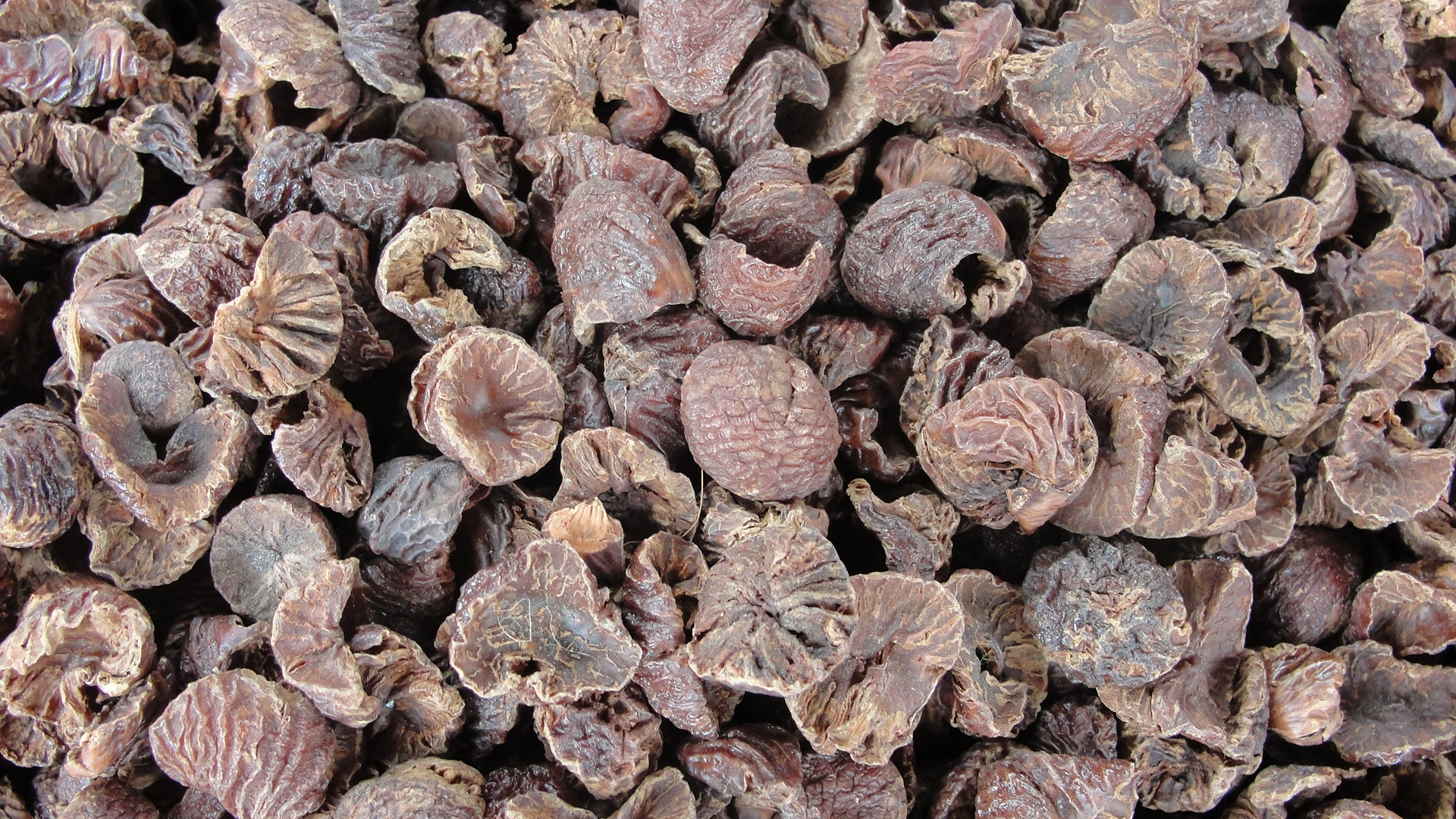
دانه فوفل

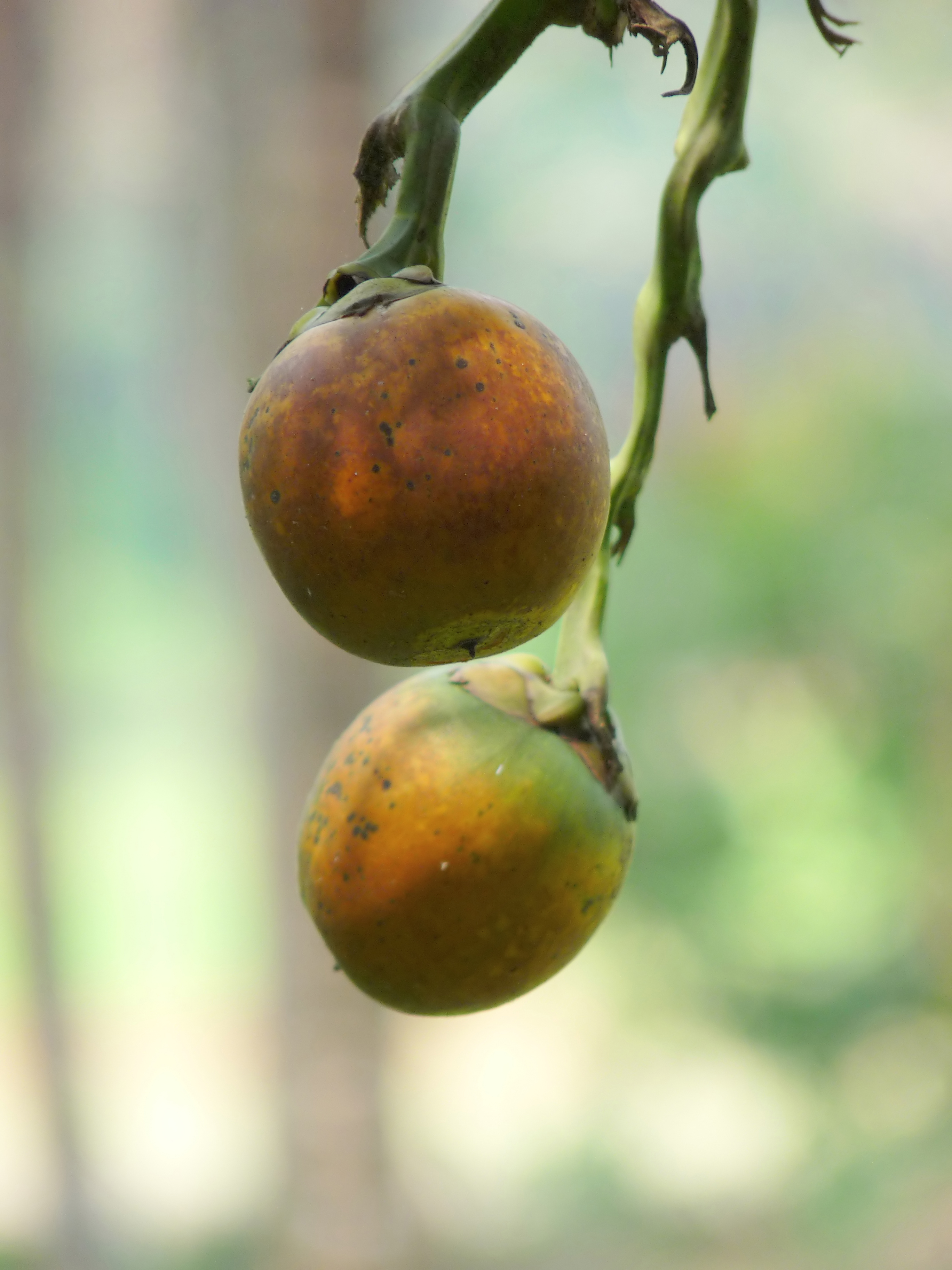
دانه‌های فوفل که از درخت آویزان شده است.

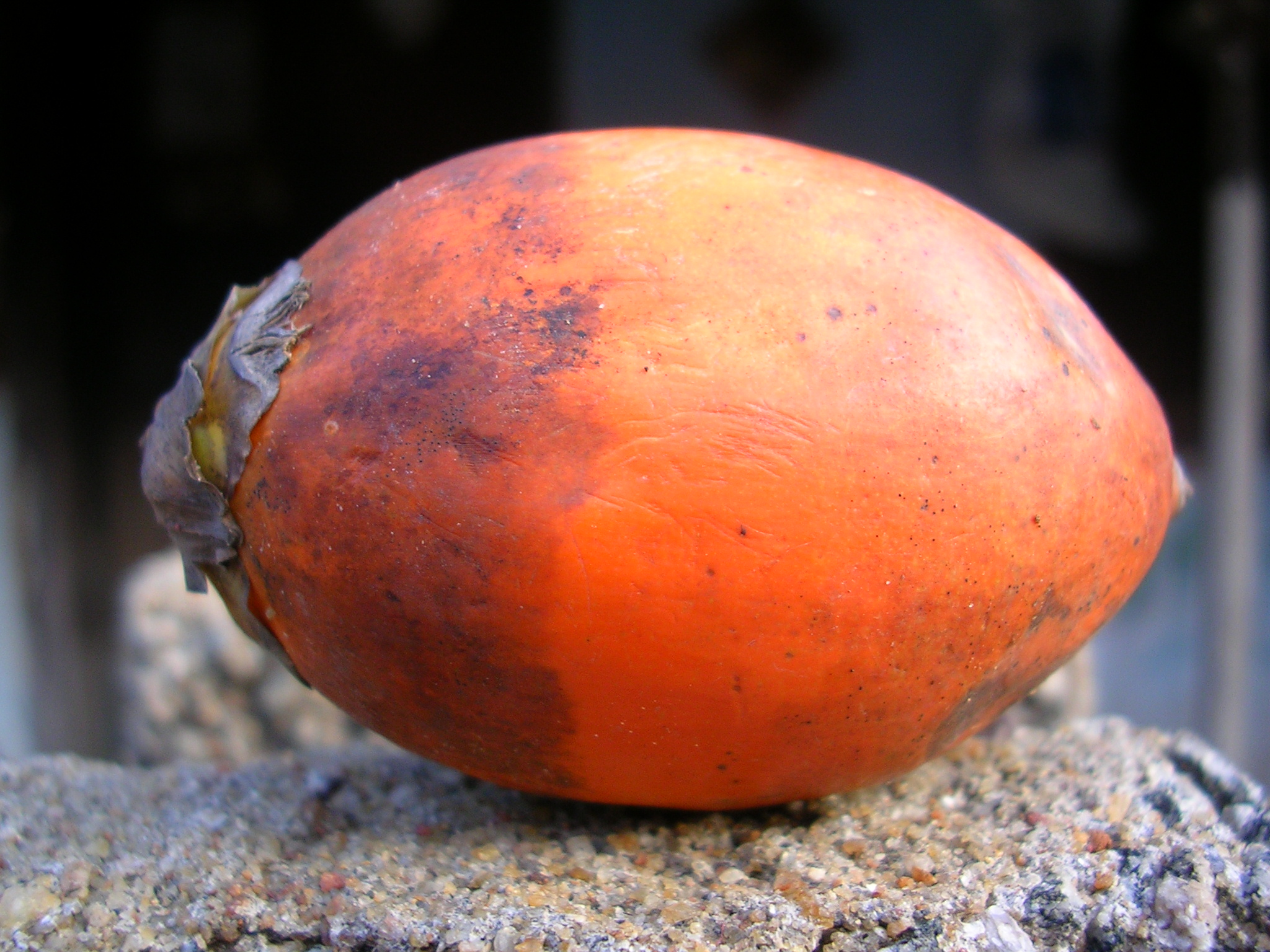
دانه رسیده فوفل

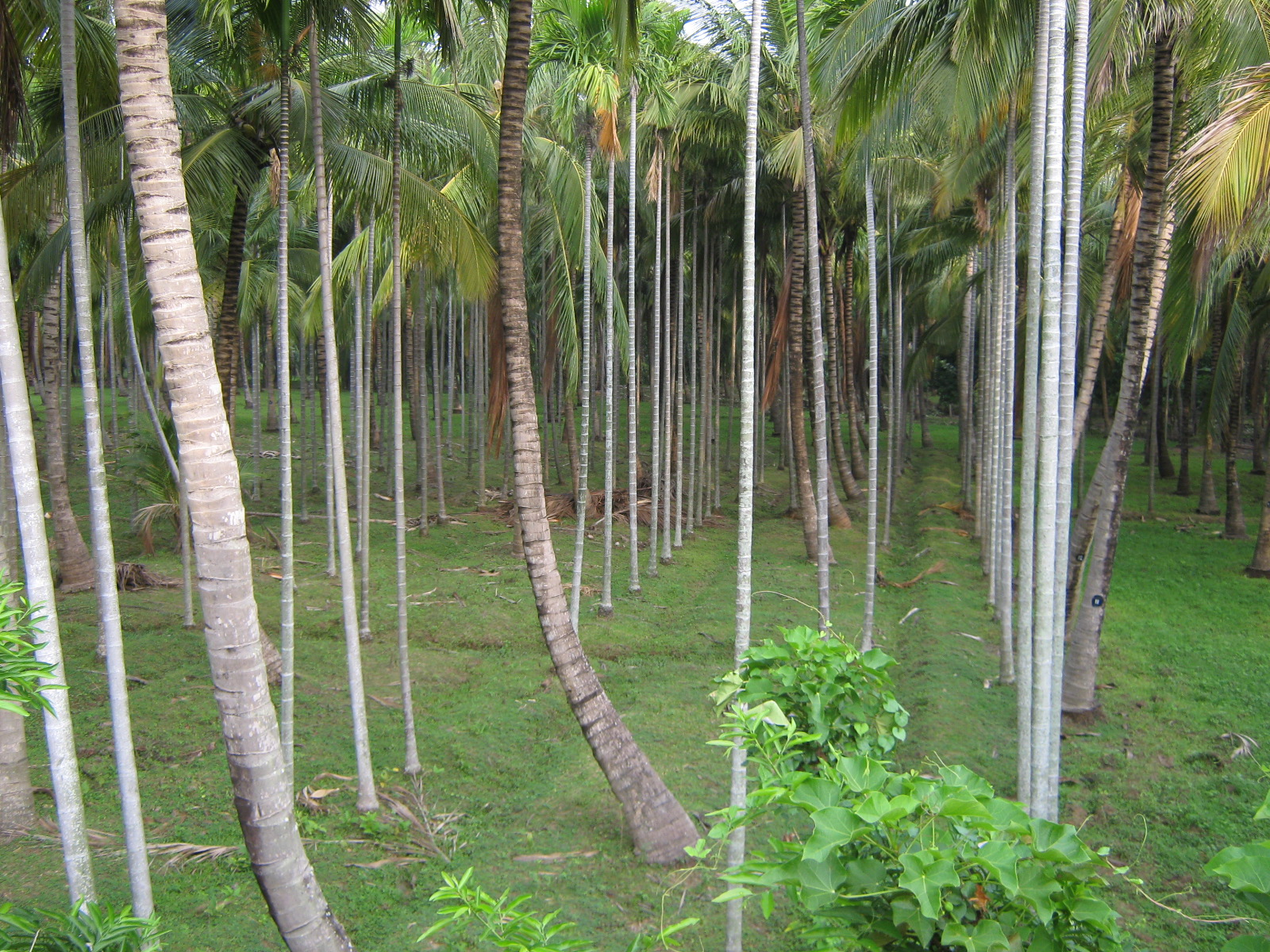
کاشت دانه فوفل در هندوستان

پوپل دانه نخل فوفل(فوفل کاتچو) است که در بیشتر نواحی استوایی اقیانوس آرام (ملانزی و میکرونزی)، جنوب‌شرقی و جنوب آسیا و بخشهایی از شرق آفریقا رشد می‌کند. معمولاً به این دانه با نام دانه بتل اشاره می‌کنند که موجب می‌شود به سادگی با برگهای بتل مورد استفاده برای پیچیدن پان اشتباه گرفته شود. مصرف این دانه بر سلامت انسان تأثیر منفی زیادی داشته است. ترکیبات مختلفی در دانه موجود است، که مهمترینش آروکلین است که موجب تغییرات بافتی در مخاط دهان می‌شود. همانند تنباکوی جویدنی، عدم استفاده از آن توسط پیشگیری پزشکی تشویق شده است.